# Concursul Muzical Eurovision 2012
Concursul Muzical Eurovision 2012 a fost cea de-a 57-a ediție anuală a Concursului Muzical Eurovision. A avut loc în Baku, Azerbaidjan, ca urmare a câștigării concursului de către această țară în 2011 cu piesa „Running Scared”, cântată de Ell & Nikki, care a acumulat 221 de puncte. În 2012, câștigătoarea a fost Loreen, care a reprezentat Suedia cu piesa „Euphoria”, acumulând 372 de puncte. Cele două semifinale s-au ținut pe 22 și 24 mai 2012, cu finala pe 26 mai 2012. Scopul semifinalelor a fost de a reduce numărul de țări participante la 26 pentru marea finală. Din fiecare semifinală, s-au calificat 10 țări. Cele 6 țări calificate automat în finală au fost Azerbaidjan, Franța, Germania, Italia, Regatul Unit și Spania. 42 de țări au participat la concurs, Muntenegru revenind pentru prima oară după 2009, iar Polonia și Armenia alegând să se retragă.

## Sală

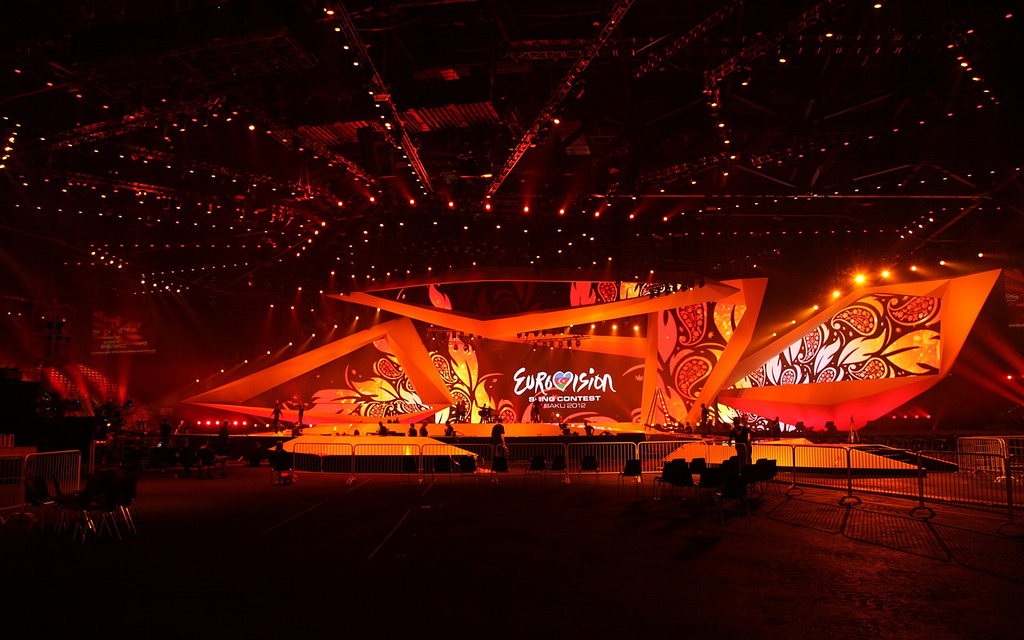
Interiorul Sălii de Cristal Baku.

Pe 16 mai 2011, s-a anunțat că un complex special cu 23 000 de locuri pentru ediția din 2012 a concursului va fi construit în apropierea Pieței Drapelului Național din Baku. Totuși, pe 19 mai 2011, organizatorii au anunțat că este posibil să folosească Stadionul Tofiq Bəhramov, care conține 37 000 de locuri, sau Complexul Sportiv și Expozițional Heydər Əliyev. Pe 4 august 2011, a fost confirmată începerea construirii fundației Sălii de Cristal Baku în apropierea Pieței Drapelului Național. Fundația a fost terminată pe 14 octombrie 2011. Stadionul Tofiq Bəhramov, care este în prezent în renovare, pentru găzduirea Campionatului Mondial Feminin FIFA U-17 în septembrie-octombrie 2012, ar fi putut fi folosit ca soluție de rezervă.
Human Rights Watch a criticat guvernul azer și autoritățile orașului Baku din cauza desfășurării unor evacuări forțate a unora dintre rezidenții locali pentru a se putea demola apartamente, astfel făcându-se loc pentru un șantier în cartierul în care este construită Sala de Cristal Baku. The Public Association for Assistance to Free Economy, o asociație ce derulează o campanie pentru transparență și drepturi economice, a descris evacuările ca fiind „o încălcare a drepturilor omului”. Totuși, o declarație BBC susține că, pe durata unei vizite la Baku, s-a observat că „procesul de construcție a sălii de concerte la care se referă aceste rapoarte ale mass-media este în derulare de mai mult timp pe un șantier nefolosit și că nu este nevoie de demolări”.
| Stadionul Tofiq BəhramovComplexul Sportiv și Expozițional Heydər ƏliyevSala de Cristal Baku Localizarea celor trei arene propuse. |

Pe 8 septembrie 2011, Azad Azərbaycan TV (ATV) a confirmat Sala de Cristal Baku ca loc de desfășurare a Concursului Muzical Eurovision 2012, cu toate că, la acea vreme, nu exista vreun anunț formal al organizatorilor concursului, Uniunea Europeană de Radio-Televiziune (EBU), care să clarifice situația. Pe 31 octombrie 2011, İsmayıl Ömərov, directorul general al postului TV național azer, İctimai TV, a anunțat că se va lua o decizie în ianuarie 2012. Pe 25 ianuarie 2012, s-a confirmat că evenimentul va fi găzduit de Sala de Cristal Baku. Deși sala are o capacitate de 23 000 de spectatori, numai 16 000 de oameni au putut fi prezenți la fiecare spectacol.

### Conceptul evenimentului și vânzarea biletelor
Vânzarea biletelor pentru prima semifinală a început pe 29 februarie 2012. Biletele pentru cea de-a doua semifinală au fost disponibile din data de 5 martie. Biletele pentru finală au putut fi cumpărate din 15 martie (din 12 martie pentru repetiția cu costume folosită de juriu pentru evaluarea cântecelor și a spectacolului).

### Rolul televiziunii-gazdă
İctimai TV, membrul EBU care difuzează Concursul Muzical Eurovision în Azerbaidjan, este una din televiziunile publice din această țară. Ministrul Adjunct al Comunicațiilor și Tehnologiei Informației din Azerbaidjan, İltimas Məmmədov, a afirmat că rețelele de telecomunicații sunt pregătite pentru găzduirea acestui eveniment. Cel mai mare operator de telecomunicații din Azerbaidjan, Azercell, a fost ales ca partener oficial al concursului.

## Format

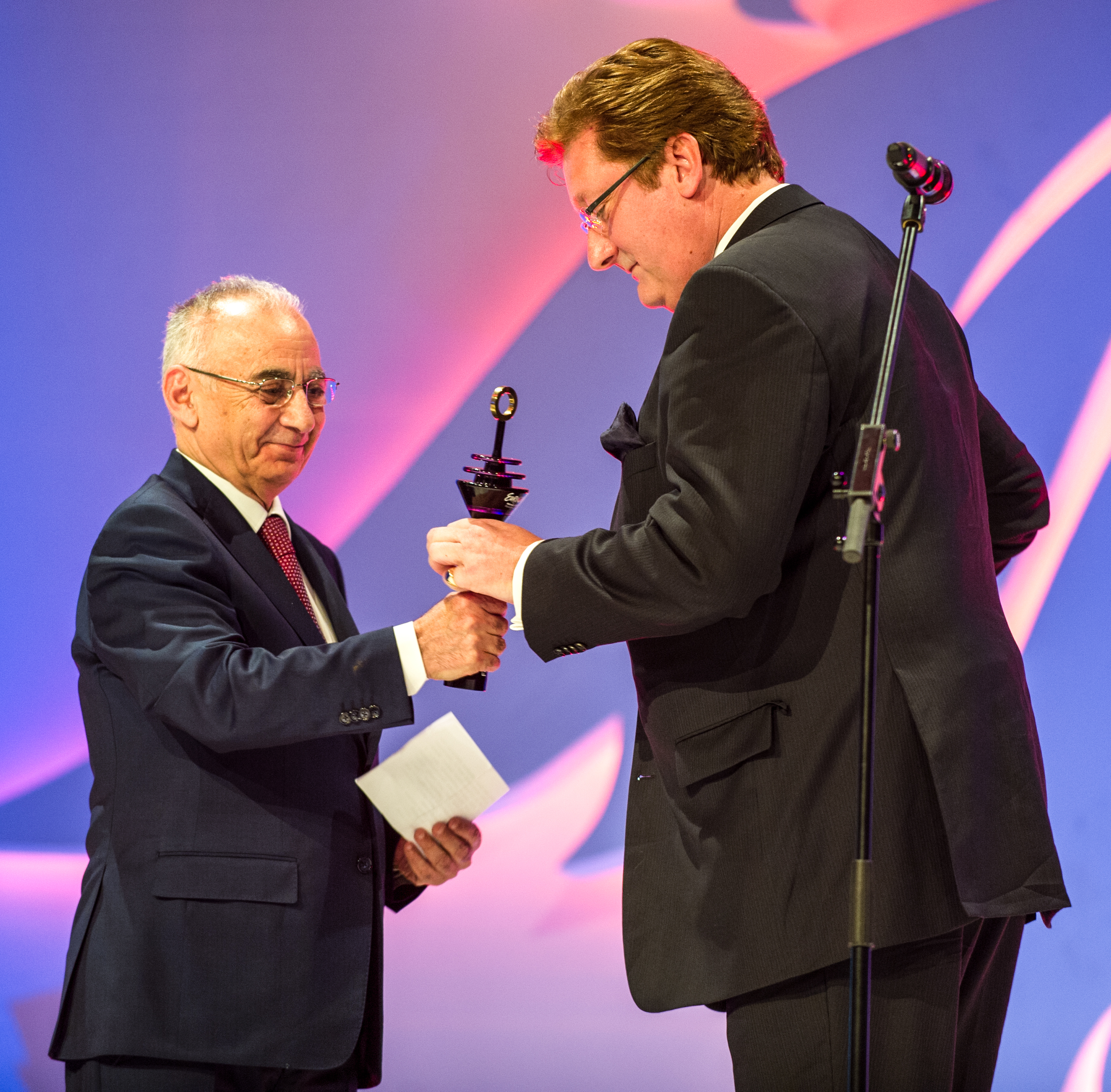
Primarul Düsseldorfului, Dirk Elbers, și primarul orașului Baku, Hacıbala Abutalıbov.

Într-o ședință a Grupului de Referință Eurovision de pe 29 iunie 2011, s-a decis ca sistemul de televoting să revină la formatul utilizat înainte de 2010, liniile de votare deschizându-se după ce toate melodiile vor fi fost cântate și nu la începutul emisiunii. Se va păstra raportul de 50:50 dintre televoting și juriile naționale.
Conform regulamentului oficial publicat pe 24 noiembrie 2011, numărul de participanți în finală a crescut la 26: țara-gazdă, grupul „Big Five” și câte 10 țări calificate din fiecare semifinală. Aceasta este a doua oară când 26 de țări participă la finală, prima fiind în 2003.

### Prezentatori
İctimai TV a dezvăluit componența grupului de prezentatori pentru ediția din 2012 a concursului pe 16 aprilie 2012: Leyla Əliyeva, Eldar Qasımov și Nərgiz Birk-Petersen.

### Împărțirea țărilor în semifinale

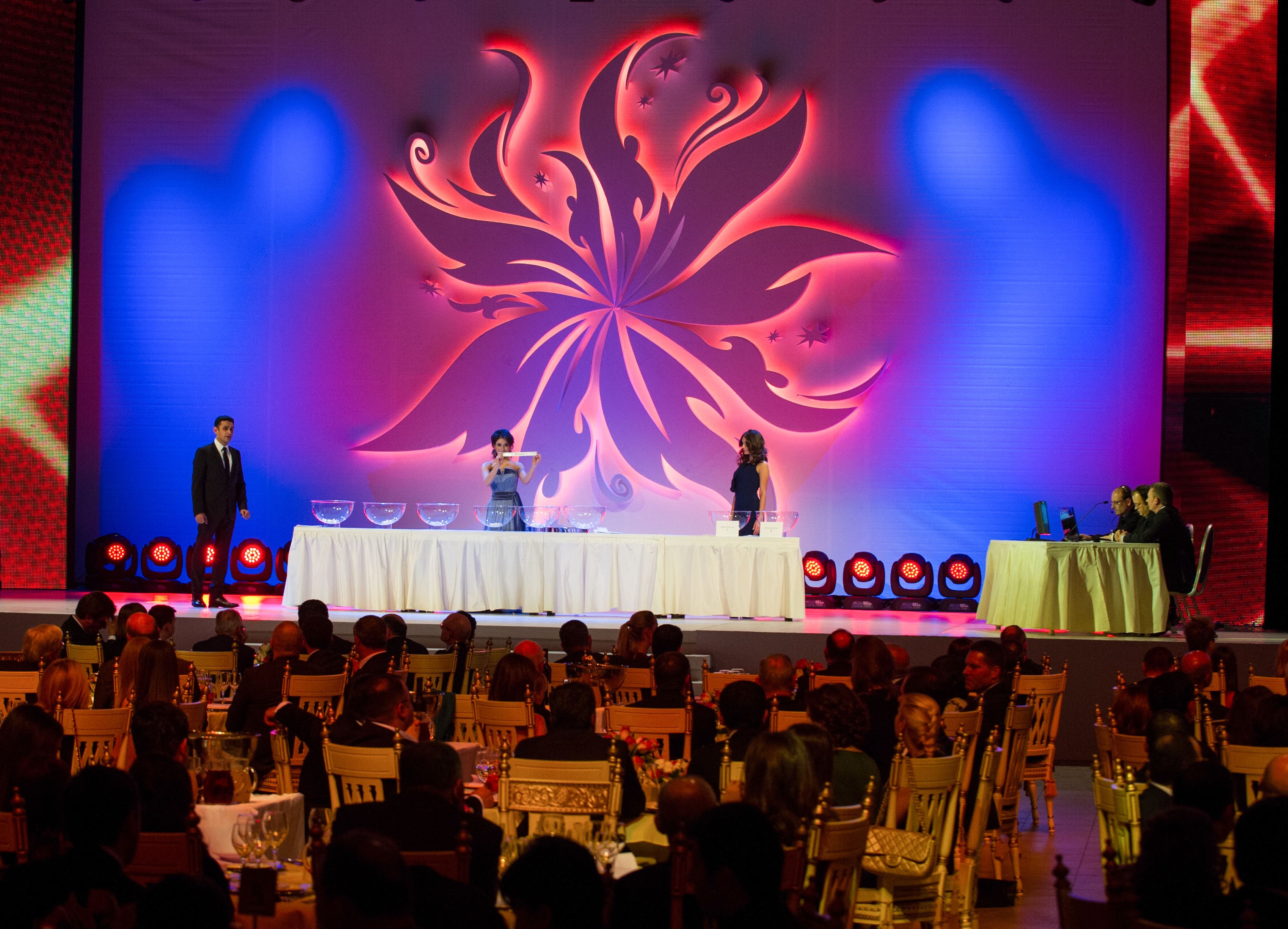
Ceremonia de împărțire a țărilor în semifinale din Buta Palace Baku.

Tragerea de sorți care a împărțit țările participante în două semifinale a avut loc miercuri, 25 ianuarie 2012.
Țările participante, excluzând țările calificate automat în finală (Azerbaidjan, Franța, Germania, Italia, Regatul Unit și Spania) au fost împărțite în 6 urne, pe baza obiceiurilor lor de votare în edițiile trecute ale concursului. Din acestea, jumătate au participat în prima semifinală, din 22 mai 2012, iar celelalte, în cea de-a doua semifinală, din 24 mai 2012. Această tragere la sorți a folosit și ca ordine aproximativă de intrare în concurs, stabilindu-se și în care jumătate a fiecărei semifinale urmau să evolueze concurenții, pentru ca delegațiile să știe în ce zile vor începe repetițiile. S-a stabilit și în care semifinală urma să voteze fiecare țară calificată automat în finală. Germania a înaintat la EBU o cerere specială ca această țară să voteze în cea de-a doua semifinală.
Țările semifinaliste au fost împărțite astfel:
| Urna 1                                                                                            | Urna 2                                                         | Urna 3                                                             |
| ------------------------------------------------------------------------------------------------- | -------------------------------------------------------------- | ------------------------------------------------------------------ |
| - Albania - Bosnia și Herțegovina - Croația - Elveția - Muntenegru - Republica Macedonia - Serbia | - Danemarca - Estonia - Finlanda - Islanda - Norvegia - Suedia | - Belarus - Georgia - Israel - Republica Moldova - Rusia - Ucraina |
| Urna 4                                                                                            | Urna 5                                                         | Urna 6                                                             |
| - Armenia - Belgia - Cipru - Grecia - Turcia - Țările de Jos                                      | - Irlanda - Letonia - Lituania - Malta - Portugalia - România  | - Austria - Bulgaria - San Marino - Slovacia - Slovenia - Ungaria  |

### Design grafic
Designul grafic al evenimentului a fost construit în jurul mottoului „Light your fire!” (Aprinde-ți focul!), care este în concordanță cu numele sub care mai este cunoscut Azerbaidjanul, „Țara Focurilor”. Simbolul focului și al flăcărilor este folosit în abundență pe teritoriul țării, iar această asociere cu focul este un motiv de mândrie pentru poporul azer.

## Țări participante
42 de țări și-au confirmat participarea la Concursul Muzical Eurovision 2012.
Radio Televizija Crna Gora (RTCG), televiziunea națională a Muntenegrului, și-a anunțat revenirea în concurs. Pe 19 octombrie 2011, Andorra a anunțat că nu plănuiește să participe în 2012, din cauza dificultăților financiare; țara plănuiește să se și retragă total din EBU. Pe 24 noiembrie 2011, s-a anunțat că nici Republica Cehă nu va participa la concurs, după publicarea unui program al ČT (Česká televize). Pe 16 decembrie, pagina oficială TVP1 a anunțat că Polonia se retrage din concurs. Decizia a fost confirmată cu câteva zile mai târziu, televiziunea concentrându-se pe Campionatul European de Fotbal (găzduit de Polonia și Ucraina) și pe Jocurile Olimpice de Vară. Totuși, o revenire în 2013 este posibilă, conform declarațiilor TVP.
S-a comunicat, pe 23 noiembrie 2011, că, la o ședință EBU din Geneva, Monaco a declarat că a luat în considerare o posibilă revenire în concurs. Totuși, pe 3 decembrie 2011, Phil Bosco, un fost șef de delegație, a comunicat unui sit în limba franceză că TMC, televiziunea națională monegască, nu intenționează să revină în Concursul Muzical Eurovision în viitorul apropiat, pentru că nu există buget rezervat pentru acest lucru.
Armenia și-a anunțat retragerea din concurs pe 7 martie 2012 și nu a fost prezentă în prima jumătate a celei de-a doua semifinale, așa cum se decisese la tragerea la sorți de pe 25 ianuarie 2012.

### Semifinalele

#### Semifinala 1
- Prima semifinală a avut loc în Baku pe 22 mai 2012.
- Cele mai bine plasate 10 țări în funcție de scor s-au calificat în finală.
- Azerbaidjan, Italia și Spania au votat în această semifinală.
- Țările evidențiate s-au calificat în finală.[35]

|    | Țară              | Limbă             | Artist                 | Cântec                                     | Traducere                                     | Loc | Puncte |
| -- | ----------------- | ----------------- | ---------------------- | ------------------------------------------ | --------------------------------------------- | --- | ------ |
| 01 | Muntenegru        | engleză[A]        | Rambo Amadeus          | „Euro Neuro”                               | Euro neuro                                    | 15  | 20     |
| 02 | Islanda           | engleză           | Greta Salóme și Jónsi  | „Never Forget”                             | Să nu uiți niciodată                          | 8   | 75     |
| 03 | Grecia            | engleză           | Eleftheria Eleftheriou | „Aphrodisiac”                              | Afrodiziac                                    | 4   | 116    |
| 04 | Letonia           | engleză           | Anmary                 | „Beautiful Song”                           | Cântec frumos                                 | 16  | 17     |
| 05 | Albania           | albaneză[B]       | Rona Nishliu           | „Suus”                                     | Personal                                      | 2   | 146    |
| 06 | România           | engleză, spaniolă | Mandinga               | „Zaleilah”                                 | —                                             | 3   | 120    |
| 07 | Elveția           | engleză           | Sinplus                | „Unbreakable”                              | De nedistrus                                  | 11  | 45     |
| 08 | Belgia            | engleză           | Iris                   | „Would You?”                               | Ai face-o?                                    | 17  | 16     |
| 09 | Finlanda          | suedeză           | Pernilla Karlsson      | „När jag blundar”                          | Când închid ochii                             | 12  | 41     |
| 10 | Israel            | ebraică, engleză  | Izabo                  | „Time”                                     | Timp                                          | 13  | 33     |
| 11 | San Marino        | engleză[C]        | Valentina Monetta      | „The Social Network Song (Oh Oh-Uh-Oh Oh)” | Cântecul rețelelor de socializare (O O-U-O O) | 14  | 31     |
| 12 | Cipru             | engleză           | Ivi Adamou             | „La La Love”                               | La, la, iubire                                | 7   | 91     |
| 13 | Danemarca         | engleză[D]        | Soluna Samay           | „Should've Known Better”                   | Ar fi trebuit să fiu mai înțeleaptă           | 9   | 63     |
| 14 | Rusia             | engleză, udmurtă  | Buranovskie Babușki    | „Party for Everybody”                      | Petrecere pentru toată lumea                  | 1   | 152    |
| 15 | Ungaria           | engleză           | Compact Disco          | „Sound of Our Hearts”                      | Sunetul inimilor noastre                      | 10  | 52     |
| 16 | Austria           | germană[E]        | Trackshittaz           | „Woki mit deim Popo”                       | Dă din fund                                   | 18  | 8      |
| 17 | Republica Moldova | engleză[F]        | Pasha Parfeny          | „Lăutar”                                   | —                                             | 5   | 100    |
| 18 | Irlanda           | engleză           | Jedward                | „Waterline”                                | Linie de plutire                              | 6   | 92     |

#### Semifinala 2
- Cea de-a doua semifinală a avut loc pe 24 mai 2012, în Baku.
- Cele mai bine plasate 10 țări în funcție de scor s-au calificat în finală.
- Franța, Germania și Regatul Unit au votat în această semifinală.
- Țările evidențiate s-au calificat în finală.[42]

|    | Țară                  | Limbă              | Artist            | Cântec                                   | Traducere                | Loc | Puncte |
| -- | --------------------- | ------------------ | ----------------- | ---------------------------------------- | ------------------------ | --- | ------ |
| 01 | Serbia                | sârbă              | Željko Joksimović | „Nije ljubav stvar” („Није љубав ствар”) | Iubirea nu e un lucru    | 2   | 109    |
| 02 | Republica Macedonia   | macedoneană        | Kaliopi           | „Crno i belo” („Црно и бело”)            | Alb-negru                | 9   | 53     |
| 03 | Țările de Jos         | engleză            | Joan Franka       | „You and Me”                             | Tu și eu                 | 15  | 35     |
| 04 | Malta                 | engleză            | Kurt Calleja      | „This Is the Night”                      | Aceasta este noaptea     | 7   | 70     |
| 05 | Belarus               | engleză            | Litesound         | „We Are the Heroes”                      | Noi suntem eroii         | 16  | 37     |
| 06 | Portugalia            | portugheză         | Filipa Sousa      | „Vida minha”                             | Viața mea                | 13  | 39     |
| 07 | Ucraina               | engleză            | Haitana           | „Be My Guest”                            | Fii oaspetele meu        | 8   | 64     |
| 08 | Bulgaria              | bulgară[G]         | Sofi Marinova     | „Love Unlimited”                         | Dragoste nemărginită     | 11  | 45     |
| 09 | Slovenia              | slovenă            | Eva Boto          | „Verjamem”                               | Eu cred                  | 17  | 31     |
| 10 | Croația               | croată             | Nina Badrić       | „Nebo”                                   | Cerul                    | 12  | 42     |
| 11 | Suedia                | engleză            | Loreen            | „Euphoria”                               | Euforie                  | 1   | 181    |
| 12 | Georgia               | engleză, georgiană | Anri Djohadze     | „I'm a Joker”                            | Sunt un glumeț           | 14  | 36     |
| 13 | Turcia                | engleză            | Can Bonomo        | „Love Me Back”                           | Iubește-mă și tu pe mine | 5   | 80     |
| 14 | Estonia               | estonă             | Ott Lepland       | „Kuula”                                  | Ascultă                  | 4   | 100    |
| 15 | Slovacia              | engleză            | Max Jason Mai     | „Don't Close Your Eyes”                  | Nu închide ochii         | 18  | 22     |
| 16 | Norvegia              | engleză            | Tooji             | „Stay”                                   | Stai                     | 10  | 45     |
| 17 | Bosnia și Herțegovina | bosniacă           | MayaSar           | „Korake ti znam”                         | Îți cunosc pașii         | 6   | 77     |
| 18 | Lituania              | engleză            | Donny Montell     | „Love Is Blind”                          | Iubirea este oarbă       | 3   | 104    |

### Finala
- Finala a avut loc pe 26 mai 2012, în Baku.
- Numai grupul „Big Five” și țara-gazdă, Azerbaidjan, s-au calificat automat în finală.
- Încă 20 de țări semifinaliste s-au calificat în finală. În total, au existat 26 de finaliști.

|    | Țară                  | Limbă             | Artist                 | Cântec                                   | Traducere                             | Loc | Puncte |
| -- | --------------------- | ----------------- | ---------------------- | ---------------------------------------- | ------------------------------------- | --- | ------ |
| 01 | Regatul Unit          | engleză           | Engelbert Humperdinck  | „Love Will Set You Free”                 | Iubirea te va elibera                 | 25  | 12     |
| 02 | Ungaria               | engleză           | Compact Disco          | „Sound of Our Hearts”                    | Sunetul inimilor noastre              | 24  | 19     |
| 03 | Albania               | albaneză          | Rona Nishliu           | „Suus”                                   | Personal                              | 5   | 146    |
| 04 | Lituania              | engleză           | Donny Montell          | „Love Is Blind”                          | Iubirea este oarbă                    | 14  | 70     |
| 05 | Bosnia și Herțegovina | bosniacă          | MayaSar                | „Korake ti znam”                         | Îți cunosc pașii                      | 18  | 55     |
| 06 | Rusia                 | engleză, udmurtă  | Buranovskie Babușki    | „Party for Everybody”                    | Petrecere pentru toată lumea          | 2   | 259    |
| 07 | Islanda               | engleză           | Greta Salóme și Jónsi  | „Never Forget”                           | Să nu uiți niciodată                  | 20  | 46     |
| 08 | Cipru                 | engleză           | Ivi Adamou             | „La La Love”                             | La, la, iubire                        | 16  | 65     |
| 09 | Franța                | engleză, franceză | Anggun                 | „Echo (You and I)”                       | Ecou (Tu și eu)                       | 22  | 21     |
| 10 | Italia                | engleză, italiană | Nina Zilli             | „L'amore è femmina (Out of Love)”        | Iubirea e feminină (Secată de iubire) | 9   | 101    |
| 11 | Estonia               | estonă            | Ott Lepland            | „Kuula”                                  | Ascultă                               | 6   | 120    |
| 12 | Norvegia              | engleză           | Tooji                  | „Stay”                                   | Stai                                  | 26  | 7      |
| 13 | Azerbaidjan           | engleză           | Səbinə Babayeva        | „When the Music Dies”                    | Când muzica piere                     | 4   | 150    |
| 14 | România               | engleză, spaniolă | Mandinga               | „Zaleilah”                               | —                                     | 12  | 71     |
| 15 | Danemarca             | engleză           | Soluna Samay           | „Should've Known Better”                 | Ar fi trebuit să fiu mai înțeleaptă   | 23  | 21     |
| 16 | Grecia                | engleză           | Eleftheria Eleftheriou | „Aphrodisiac”                            | Afrodiziac                            | 17  | 64     |
| 17 | Suedia                | engleză           | Loreen                 | „Euphoria”                               | Euforie                               | 1   | 372    |
| 18 | Turcia                | engleză           | Can Bonomo             | „Love Me Back”                           | Iubește-mă și tu pe mine              | 7   | 112    |
| 19 | Spania                | spaniolă          | Pastora Soler          | „Quédate conmigo”                        | Rămâi cu mine                         | 10  | 97     |
| 20 | Germania              | engleză           | Roman Lob              | „Standing Still”                         | Stând nemișcat                        | 8   | 110    |
| 21 | Malta                 | engleză           | Kurt Calleja           | „This Is the Night”                      | Aceasta este noaptea                  | 21  | 41     |
| 22 | Republica Macedonia   | macedoneană       | Kaliopi                | „Crno i belo” („Црно и бело”)            | Alb-negru                             | 13  | 71     |
| 23 | Irlanda               | engleză           | Jedward                | „Waterline”                              | Linie de plutire                      | 19  | 46     |
| 24 | Serbia                | sârbă             | Željko Joksimović      | „Nije ljubav stvar” („Није љубав ствар”) | Iubirea nu e un lucru                 | 3   | 214    |
| 25 | Ucraina               | engleză           | Haitana                | „Be My Guest”                            | Fii oaspetele meu                     | 15  | 65     |
| 26 | Republica Moldova     | engleză           | Pasha Parfeny          | „Lăutar”                                 | —                                     | 11  | 81     |

#### Ordinea de votare în finală
Cele 42 de țări și-au anunțat voturile în ordinea următoare:
| 1. Albania 2. Muntenegru 3. România 4. Austria 5. Ucraina 6. Belarus 7. Belgia 8. Azerbaidjan 9. Malta 10. San Marino 11. Franța 12. Regatul Unit 13. Turcia 14. Grecia | 1. Bosnia și Herțegovina 2. Republica Moldova 3. Bulgaria 4. Elveția 5. Slovenia 6. Cipru 7. Croația 8. Slovacia 9. Republica Macedonia 10. Țările de Jos 11. Portugalia 12. Islanda 13. Suedia 14. Norvegia | 1. Lituania 2. Estonia 3. Danemarca 4. Letonia 5. Spania 6. Finlanda 7. Georgia 8. Italia 9. Serbia 10. Germania 11. Rusia 12. Ungaria 13. Israel 14. Irlanda |

## Tabele

### Semifinala 1
|            |              | Rezultatele votului | Rezultatele votului | Rezultatele votului | Rezultatele votului | Rezultatele votului | Rezultatele votului | Rezultatele votului | Rezultatele votului | Rezultatele votului | Rezultatele votului | Rezultatele votului | Rezultatele votului | Rezultatele votului | Rezultatele votului | Rezultatele votului | Rezultatele votului | Rezultatele votului | Rezultatele votului | Rezultatele votului | Rezultatele votului | Rezultatele votului | Rezultatele votului |
| Total      | Muntenegru   | Islanda             | Grecia              | Letonia             | Albania             | România             | Elveția             | Belgia              | Finlanda            | Israel              | San Marino          | Cipru               | Danemarca           | Rusia               | Ungaria             | Austria             | Republica Moldova   | Irlanda             | Azerbaidjan         | Italia              | Spania              |                     |                     |
| ---------- | ------------ | ------------------- | ------------------- | ------------------- | ------------------- | ------------------- | ------------------- | ------------------- | ------------------- | ------------------- | ------------------- | ------------------- | ------------------- | ------------------- | ------------------- | ------------------- | ------------------- | ------------------- | ------------------- | ------------------- | ------------------- | ------------------- | ------------------- |
| Concurenți | Muntenegru   | 20                  |                     |                     |                     |                     | 12                  |                     |                     |                     |                     |                     | 8                   |                     |                     |                     |                     |                     |                     |                     |                     |                     |                     |
| Concurenți | Islanda      | 75                  | 5                   |                     | 5                   | 5                   |                     |                     | 4                   | 5                   | 10                  | 4                   | 3                   | 8                   | 10                  | 1                   | 4                   | 2                   | 2                   |                     |                     | 1                   | 6                   |
| Concurenți | Grecia       | 116                 | 10                  | 5                   |                     |                     | 8                   | 12                  | 3                   | 8                   |                     | 3                   | 7                   | 12                  | 4                   | 5                   |                     | 1                   | 10                  | 10                  | 10                  | 5                   | 3                   |
| Concurenți | Letonia      | 17                  | 2                   |                     |                     |                     |                     |                     |                     |                     |                     |                     |                     |                     |                     | 4                   |                     |                     | 4                   | 4                   | 3                   |                     |                     |
| Concurenți | Albania      | 146                 | 12                  | 3                   | 10                  | 4                   |                     | 4                   | 12                  | 10                  | 5                   | 5                   | 10                  | 10                  | 7                   | 2                   | 10                  | 12                  | 1                   | 1                   | 12                  | 12                  | 4                   |
| Concurenți | România      | 120                 | 7                   | 4                   | 8                   |                     | 5                   |                     | 2                   | 4                   |                     | 8                   | 6                   | 6                   | 1                   | 8                   | 3                   | 5                   | 12                  | 12                  | 7                   | 10                  | 12                  |
| Concurenți | Elveția      | 45                  |                     | 2                   |                     | 7                   | 3                   | 2                   |                     |                     |                     | 1                   | 1                   | 2                   |                     |                     | 8                   | 3                   | 8                   |                     |                     | 8                   |                     |
| Concurenți | Belgia       | 16                  |                     |                     | 4                   |                     | 2                   | 1                   |                     |                     | 2                   |                     |                     |                     |                     |                     |                     |                     |                     | 6                   |                     |                     | 1                   |
| Concurenți | Finlanda     | 41                  |                     | 7                   |                     | 6                   | 1                   |                     | 1                   | 1                   |                     | 2                   |                     |                     | 8                   |                     | 12                  |                     |                     | 3                   |                     |                     |                     |
| Concurenți | Israel       | 33                  |                     |                     |                     | 1                   |                     | 5                   |                     |                     | 3                   |                     |                     | 1                   | 3                   | 6                   | 5                   | 7                   |                     |                     |                     |                     | 2                   |
| Concurenți | San Marino   | 31                  | 4                   |                     | 2                   |                     | 10                  |                     |                     |                     |                     |                     |                     |                     |                     |                     |                     |                     | 7                   |                     | 5                   | 3                   |                     |
| Concurenți | Cipru        | 91                  | 6                   | 12                  | 12                  | 3                   | 6                   | 7                   |                     | 3                   | 1                   | 10                  |                     |                     |                     | 7                   |                     |                     | 3                   | 5                   | 1                   | 7                   | 8                   |
| Concurenți | Danemarca    | 63                  |                     | 8                   | 1                   | 8                   |                     | 3                   | 10                  |                     | 8                   |                     | 4                   | 4                   |                     | 3                   | 1                   |                     |                     | 7                   |                     | 6                   |                     |
| Concurenți | Rusia        | 152                 | 8                   | 6                   | 7                   | 12                  |                     | 6                   | 8                   | 12                  | 12                  | 12                  | 2                   | 7                   | 12                  |                     | 7                   | 10                  | 6                   | 8                   | 8                   | 2                   | 7                   |
| Concurenți | Ungaria      | 52                  |                     |                     |                     |                     | 7                   | 8                   | 6                   | 6                   | 4                   |                     |                     | 5                   | 5                   |                     |                     | 4                   | 5                   |                     | 2                   |                     |                     |
| Concurenți | Austria      | 8                   |                     | 1                   |                     |                     |                     |                     | 5                   | 2                   |                     |                     |                     |                     |                     |                     |                     |                     |                     |                     |                     |                     |                     |
| Concurenți | Rep. Moldova | 100                 | 3                   |                     | 6                   | 2                   | 4                   | 10                  | 7                   |                     | 6                   | 6                   | 5                   | 3                   | 6                   | 12                  | 2                   | 6                   |                     | 2                   | 6                   | 4                   | 10                  |
| Concurenți | Irlanda      | 92                  | 1                   | 10                  | 3                   | 10                  |                     |                     |                     | 7                   | 7                   | 7                   | 12                  |                     | 2                   | 10                  | 6                   | 8                   |                     |                     | 4                   |                     | 5                   |

### Semifinala 2
|            |                       | Rezultatele votului | Rezultatele votului | Rezultatele votului | Rezultatele votului | Rezultatele votului | Rezultatele votului | Rezultatele votului | Rezultatele votului | Rezultatele votului | Rezultatele votului | Rezultatele votului | Rezultatele votului | Rezultatele votului | Rezultatele votului | Rezultatele votului | Rezultatele votului   | Rezultatele votului | Rezultatele votului | Rezultatele votului | Rezultatele votului | Rezultatele votului | Rezultatele votului |
| Total      | Serbia                | Republica Macedonia | Țările de Jos       | Malta               | Belarus             | Portugalia          | Ucraina             | Bulgaria            | Slovenia            | Croația             | Suedia              | Georgia             | Turcia              | Estonia             | Slovacia            | Norvegia            | Bosnia și Herțegovina | Lituania            | Franța              | Germania            | Regatul Unit        |                     |                     |
| ---------- | --------------------- | ------------------- | ------------------- | ------------------- | ------------------- | ------------------- | ------------------- | ------------------- | ------------------- | ------------------- | ------------------- | ------------------- | ------------------- | ------------------- | ------------------- | ------------------- | --------------------- | ------------------- | ------------------- | ------------------- | ------------------- | ------------------- | ------------------- |
| Concurenți | Serbia                | 159                 |                     | 12                  | 10                  | 5                   | 8                   | 8                   | 8                   | 12                  | 12                  | 10                  | 8                   | 10                  |                     | 1                   | 8                     | 10                  | 10                  | 2                   | 12                  | 10                  | 3                   |
| Concurenți | Rep. Macedonia        | 53                  | 8                   |                     |                     | 1                   | 2                   |                     | 5                   | 7                   | 6                   | 7                   |                     | 1                   | 8                   |                     |                       |                     | 8                   |                     |                     |                     |                     |
| Concurenți | Țările de Jos         | 35                  |                     |                     |                     |                     |                     |                     |                     |                     | 2                   |                     | 1                   |                     | 7                   | 7                   |                       | 3                   |                     | 3                   |                     | 8                   | 4                   |
| Concurenți | Malta                 | 70                  | 3                   | 2                   | 2                   |                     | 5                   |                     | 6                   | 6                   | 4                   | 5                   | 4                   | 4                   | 6                   | 3                   | 2                     |                     |                     | 6                   |                     |                     | 12                  |
| Concurenți | Belarus               | 35                  |                     | 1                   | 1                   | 4                   |                     |                     | 12                  |                     |                     | 2                   |                     | 8                   |                     |                     |                       |                     |                     | 7                   |                     |                     |                     |
| Concurenți | Portugalia            | 39                  |                     |                     | 6                   |                     |                     |                     |                     |                     | 3                   | 3                   |                     |                     | 1                   |                     | 5                     | 5                   | 4                   | 1                   | 8                   | 3                   |                     |
| Concurenți | Ucraina               | 64                  | 4                   | 3                   |                     | 6                   | 12                  | 2                   |                     | 5                   |                     | 1                   | 6                   | 6                   |                     | 5                   | 1                     | 2                   | 2                   | 5                   | 2                   |                     | 2                   |
| Concurenți | Bulgaria              | 45                  | 2                   | 6                   |                     | 2                   |                     | 6                   |                     |                     |                     |                     |                     |                     | 10                  |                     |                       | 6                   | 3                   |                     | 3                   | 2                   | 5                   |
| Concurenți | Slovenia              | 31                  | 10                  | 4                   |                     |                     |                     |                     |                     |                     |                     | 8                   |                     |                     |                     |                     |                       |                     | 5                   |                     |                     | 4                   |                     |
| Concurenți | Croația               | 42                  | 12                  | 7                   |                     |                     | 1                   |                     | 1                   |                     | 8                   |                     |                     |                     |                     |                     |                       |                     | 12                  |                     |                     | 1                   |                     |
| Concurenți | Suedia                | 181                 | 7                   | 8                   | 12                  | 8                   | 7                   | 10                  | 7                   | 10                  | 10                  | 6                   |                     | 12                  | 5                   | 12                  | 12                    | 12                  | 7                   | 10                  | 6                   | 12                  | 8                   |
| Concurenți | Georgia               | 36                  |                     |                     |                     |                     | 6                   | 1                   | 10                  |                     |                     |                     |                     |                     | 3                   | 4                   |                       |                     |                     | 12                  |                     |                     |                     |
| Concurenți | Turcia                | 80                  |                     | 10                  | 7                   | 12                  |                     |                     | 2                   | 8                   |                     |                     | 7                   | 3                   |                     | 2                   | 3                     | 1                   | 6                   |                     | 7                   | 6                   | 6                   |
| Concurenți | Estonia               | 100                 |                     |                     | 8                   |                     | 4                   | 12                  | 3                   | 3                   | 1                   |                     | 12                  | 7                   |                     |                     | 10                    | 8                   |                     | 8                   | 10                  | 7                   | 7                   |
| Concurenți | Slovacia              | 22                  | 1                   |                     |                     | 7                   |                     | 4                   |                     |                     |                     |                     | 3                   |                     |                     | 6                   |                       |                     |                     |                     | 1                   |                     |                     |
| Concurenți | Norvegia              | 45                  |                     |                     | 3                   | 3                   | 3                   | 3                   |                     | 2                   |                     |                     | 10                  |                     | 4                   | 8                   | 4                     |                     | 1                   | 4                   |                     |                     |                     |
| Concurenți | Bosnia și Herțegovina | 77                  | 5                   | 5                   | 5                   |                     |                     | 5                   |                     | 1                   | 5                   | 12                  | 5                   | 2                   | 12                  |                     | 6                     | 4                   |                     |                     | 4                   | 5                   | 1                   |
| Concurenți | Lituania              | 104                 | 6                   |                     | 4                   | 10                  | 10                  | 7                   | 4                   | 4                   | 7                   | 4                   | 2                   | 5                   | 2                   | 10                  | 7                     | 7                   |                     |                     | 5                   |                     | 10                  |

### Finala
|            |                       | Rezultatele votului | Rezultatele votului | Rezultatele votului | Rezultatele votului   | Rezultatele votului | Rezultatele votului | Rezultatele votului | Rezultatele votului | Rezultatele votului | Rezultatele votului | Rezultatele votului | Rezultatele votului | Rezultatele votului | Rezultatele votului | Rezultatele votului | Rezultatele votului | Rezultatele votului | Rezultatele votului | Rezultatele votului | Rezultatele votului | Rezultatele votului | Rezultatele votului | Rezultatele votului | Rezultatele votului | Rezultatele votului | Rezultatele votului | Rezultatele votului | Rezultatele votului | Rezultatele votului | Rezultatele votului | Rezultatele votului | Rezultatele votului | Rezultatele votului | Rezultatele votului | Rezultatele votului | Rezultatele votului | Rezultatele votului | Rezultatele votului | Rezultatele votului | Rezultatele votului | Rezultatele votului | Rezultatele votului | Rezultatele votului |
| Total      | Regatul Unit          | Ungaria             | Albania             | Lituania            | Bosnia și Herțegovina | Rusia               | Islanda             | Cipru               | Franța              | Italia              | Estonia             | Norvegia            | Azerbaidjan         | România             | Danemarca           | Grecia              | Suedia              | Turcia              | Spania              | Germania            | Malta               | Republica Macedonia | Irlanda             | Serbia              | Ucraina             | Republica Moldova   | Muntenegru          | Letonia             | Elveția             | Belgia              | Finlanda            | Israel              | San Marino          | Austria             | Țările de Jos       | Belarus             | Portugalia          | Bulgaria            | Slovenia            | Croația             | Georgia             | Slovacia            |                     |                     |
| ---------- | --------------------- | ------------------- | ------------------- | ------------------- | --------------------- | ------------------- | ------------------- | ------------------- | ------------------- | ------------------- | ------------------- | ------------------- | ------------------- | ------------------- | ------------------- | ------------------- | ------------------- | ------------------- | ------------------- | ------------------- | ------------------- | ------------------- | ------------------- | ------------------- | ------------------- | ------------------- | ------------------- | ------------------- | ------------------- | ------------------- | ------------------- | ------------------- | ------------------- | ------------------- | ------------------- | ------------------- | ------------------- | ------------------- | ------------------- | ------------------- | ------------------- | ------------------- | ------------------- | ------------------- |
| Concurenți | Regatul Unit          | 12                  |                     |                     |                       |                     |                     |                     |                     |                     |                     |                     | 5                   |                     |                     |                     |                     |                     |                     |                     |                     |                     |                     |                     | 4                   |                     |                     |                     |                     | 2                   |                     | 1                   |                     |                     |                     |                     |                     |                     |                     |                     |                     |                     |                     |                     |
| Concurenți | Ungaria               | 19                  |                     |                     |                       |                     |                     |                     |                     |                     |                     |                     |                     |                     |                     | 7                   |                     |                     |                     | 1                   |                     |                     |                     |                     |                     | 2                   |                     | 1                   |                     |                     |                     |                     |                     |                     |                     |                     |                     |                     |                     |                     |                     |                     |                     | 8                   |
| Concurenți | Albania               | 146                 |                     | 8                   |                       |                     | 6                   |                     |                     | 4                   |                     | 12                  |                     |                     |                     | 1                   | 5                   | 10                  | 1                   | 5                   |                     | 6                   | 1                   | 12                  |                     | 1                   |                     |                     | 10                  | 1                   | 12                  | 10                  | 6                   |                     | 12                  | 8                   |                     |                     |                     | 4                   | 3                   | 5                   | 3                   |                     |
| Concurenți | Lituania              | 70                  | 7                   |                     |                       |                     |                     | 5                   |                     |                     | 3                   |                     | 3                   | 6                   | 4                   |                     |                     |                     |                     |                     |                     |                     | 4                   |                     | 7                   |                     |                     |                     | 1                   | 4                   |                     |                     |                     |                     |                     |                     | 1                   | 8                   |                     | 5                   |                     |                     | 12                  |                     |
| Concurenți | Bosnia și Herțegovina | 55                  |                     |                     |                       |                     |                     |                     |                     |                     |                     |                     |                     |                     |                     |                     |                     |                     |                     | 10                  |                     |                     |                     | 7                   |                     | 5                   |                     |                     | 6                   |                     | 1                   |                     |                     |                     |                     | 7                   |                     |                     |                     |                     | 7                   | 10                  |                     | 2                   |
| Concurenți |                       |                     |                     |                     |                       |                     |                     |                     |                     |                     |                     |                     |                     |                     |                     |                     |                     |                     |                     |                     |                     |                     |                     |                     |                     |                     |                     |                     |                     |                     |                     |                     |                     |                     |                     |                     |                     |                     |                     |                     |                     |                     |                     |                     |
| Concurenți | Rusia                 | 259                 | 3                   | 7                   | 3                     | 6                   | 3                   |                     | 7                   | 5                   | 4                   | 10                  | 8                   | 8                   | 10                  | 4                   | 8                   | 4                   | 7                   | 7                   | 8                   | 7                   | 3                   | 4                   | 6                   | 7                   | 10                  | 6                   | 4                   | 10                  |                     | 8                   | 8                   | 7                   | 10                  | 5                   | 4                   | 12                  | 8                   | 6                   | 8                   | 6                   | 5                   | 3                   |
| Concurenți | Islanda               | 46                  |                     | 6                   |                       |                     |                     |                     |                     | 1                   |                     |                     | 6                   | 5                   |                     |                     | 6                   |                     |                     |                     | 4                   | 3                   |                     |                     |                     |                     |                     |                     |                     |                     |                     |                     | 7                   |                     |                     |                     |                     |                     |                     |                     | 4                   |                     |                     | 4                   |
| Concurenți | Cipru                 | 65                  |                     |                     | 6                     |                     |                     | 2                   | 8                   |                     |                     | 5                   |                     |                     | 2                   | 2                   |                     | 12                  | 12                  |                     | 5                   |                     |                     |                     |                     | 8                   |                     |                     |                     |                     |                     |                     |                     | 3                   |                     |                     |                     |                     |                     |                     |                     |                     |                     |                     |
| Concurenți | Franța                | 21                  |                     |                     |                       |                     | 2                   |                     | 6                   |                     |                     |                     |                     |                     |                     |                     |                     |                     | 2                   |                     |                     |                     |                     |                     |                     |                     |                     |                     |                     | 3                   | 6                   |                     |                     |                     |                     | 2                   |                     |                     |                     |                     |                     |                     |                     |                     |
| Concurenți | Italia                | 101                 |                     | 5                   | 7                     | 4                   |                     |                     |                     | 2                   | 1                   |                     | 7                   | 4                   |                     |                     | 3                   | 3                   |                     |                     | 1                   | 2                   | 10                  | 5                   | 2                   |                     | 4                   | 5                   | 2                   |                     | 5                   |                     |                     | 4                   | 7                   |                     |                     |                     | 2                   |                     | 5                   | 2                   | 4                   | 5                   |
| Concurenți |                       |                     |                     |                     |                       |                     |                     |                     |                     |                     |                     |                     |                     |                     |                     |                     |                     |                     |                     |                     |                     |                     |                     |                     |                     |                     |                     |                     |                     |                     |                     |                     |                     |                     |                     |                     |                     |                     |                     |                     |                     |                     |                     |                     |
| Concurenți | Estonia               | 120                 | 4                   |                     |                       | 8                   |                     | 6                   | 10                  |                     | 10                  |                     |                     | 7                   |                     |                     |                     |                     | 8                   |                     | 6                   | 4                   |                     |                     | 8                   |                     | 1                   | 2                   |                     | 8                   |                     |                     | 10                  |                     |                     |                     | 7                   | 4                   | 7                   |                     |                     |                     |                     | 10                  |
| Concurenți | Norvegia              | 7                   |                     |                     |                       |                     |                     |                     | 1                   |                     |                     |                     |                     |                     |                     |                     |                     |                     | 3                   |                     |                     |                     |                     |                     |                     |                     |                     |                     |                     |                     |                     |                     |                     |                     |                     |                     | 3                   |                     |                     |                     |                     |                     |                     |                     |
| Concurenți | Azerbaidjan           | 150                 | 2                   |                     | 4                     | 12                  | 7                   | 10                  |                     | 8                   |                     |                     |                     |                     |                     |                     |                     | 5                   |                     | 12                  |                     |                     | 12                  | 2                   | 1                   | 3                   | 12                  | 10                  | 5                   |                     |                     |                     |                     | 8                   | 4                   |                     |                     | 7                   |                     | 10                  |                     |                     | 10                  | 6                   |
| Concurenți | România               | 71                  |                     |                     |                       |                     |                     | 1                   |                     | 3                   | 2                   | 7                   |                     |                     | 6                   |                     | 1                   | 7                   |                     | 4                   | 10                  |                     |                     |                     | 5                   |                     |                     | 12                  |                     |                     |                     | 3                   |                     | 6                   |                     |                     |                     |                     | 4                   |                     |                     |                     |                     |                     |
| Concurenți | Danemarca             | 21                  |                     |                     |                       |                     |                     |                     | 5                   |                     |                     | 2                   | 2                   | 2                   |                     |                     |                     |                     |                     |                     |                     | 5                   |                     |                     |                     |                     |                     |                     |                     |                     |                     |                     | 5                   |                     |                     |                     |                     |                     |                     |                     |                     |                     |                     |                     |
| Concurenți |                       |                     |                     |                     |                       |                     |                     |                     |                     |                     |                     |                     |                     |                     |                     |                     |                     |                     |                     |                     |                     |                     |                     |                     |                     |                     |                     |                     |                     |                     |                     |                     |                     |                     |                     |                     |                     |                     |                     |                     |                     |                     |                     |                     |
| Concurenți | Grecia                | 64                  |                     |                     | 12                    |                     | 1                   | 3                   |                     | 12                  |                     |                     |                     |                     | 5                   | 8                   |                     |                     |                     | 3                   |                     | 1                   |                     |                     |                     | 4                   | 5                   | 4                   |                     |                     |                     | 2                   |                     | 2                   |                     |                     |                     |                     |                     | 1                   |                     |                     | 1                   |                     |
| Concurenți | Suedia                | 372                 | 12                  | 12                  | 5                     | 10                  | 8                   | 12                  | 12                  | 10                  | 12                  |                     | 12                  | 12                  | 7                   | 10                  | 12                  | 6                   |                     | 6                   | 12                  | 12                  | 6                   | 6                   | 12                  | 10                  | 6                   | 7                   | 7                   | 12                  | 7                   | 12                  | 12                  | 12                  | 3                   | 12                  | 12                  | 6                   | 3                   | 8                   | 10                  | 7                   | 8                   | 12                  |
| Concurenți | Turcia                | 112                 | 1                   | 3                   | 10                    | 1                   | 4                   |                     |                     |                     | 5                   |                     |                     |                     | 12                  | 3                   | 2                   |                     | 6                   |                     |                     | 8                   | 8                   | 8                   |                     |                     |                     |                     |                     |                     | 3                   | 7                   |                     | 1                   | 5                   | 3                   | 8                   |                     |                     | 7                   |                     |                     | 7                   |                     |
| Concurenți | Spania                | 97                  | 8                   | 1                   |                       |                     | 5                   |                     | 2                   | 6                   | 6                   |                     | 4                   |                     |                     | 6                   |                     |                     | 4                   |                     |                     |                     |                     |                     |                     |                     |                     |                     |                     |                     | 8                   | 6                   | 3                   | 10                  | 1                   | 6                   | 6                   |                     | 12                  | 3                   |                     |                     |                     |                     |
| Concurenți | Germania              | 110                 | 6                   | 10                  | 2                     | 3                   |                     |                     |                     |                     | 7                   | 8                   | 10                  | 3                   |                     |                     | 10                  |                     |                     |                     | 3                   |                     | 2                   |                     | 10                  |                     |                     |                     |                     | 7                   | 4                   |                     | 1                   |                     |                     | 4                   | 2                   |                     | 10                  |                     | 2                   | 4                   | 2                   |                     |
| Concurenți |                       |                     |                     |                     |                       |                     |                     |                     |                     |                     |                     |                     |                     |                     |                     |                     |                     |                     |                     |                     |                     |                     |                     |                     |                     |                     |                     |                     |                     |                     |                     |                     |                     |                     |                     |                     |                     |                     |                     |                     |                     |                     |                     |                     |
| Concurenți | Malta                 | 41                  | 5                   |                     |                       | 7                   |                     |                     |                     |                     |                     |                     |                     |                     | 8                   |                     |                     |                     |                     | 2                   |                     |                     |                     | 1                   |                     | 6                   | 7                   |                     |                     |                     |                     |                     |                     |                     | 2                   |                     |                     | 3                   |                     |                     |                     |                     |                     |                     |
| Concurenți | Rep. Macedonia        | 71                  |                     |                     | 8                     |                     | 12                  |                     |                     |                     |                     | 1                   |                     |                     |                     |                     |                     |                     |                     | 8                   |                     |                     |                     |                     |                     | 12                  | 3                   |                     | 8                   |                     |                     |                     |                     |                     |                     |                     |                     | 2                   |                     | 2                   | 6                   | 8                   |                     | 1                   |
| Concurenți | Irlanda               | 46                  | 10                  |                     |                       |                     |                     |                     | 4                   |                     |                     |                     |                     |                     | 1                   |                     | 4                   |                     | 5                   |                     |                     |                     |                     |                     |                     |                     |                     |                     |                     | 5                   |                     | 4                   | 4                   |                     |                     |                     | 5                   | 1                   |                     |                     |                     | 3                   |                     |                     |
| Concurenți | Serbia                | 214                 |                     | 4                   | 1                     | 5                   | 10                  | 4                   | 3                   | 7                   | 8                   | 6                   |                     | 10                  |                     | 5                   |                     | 8                   | 10                  |                     |                     | 10                  | 5                   | 10                  |                     |                     | 2                   | 3                   | 12                  |                     | 10                  | 5                   | 2                   |                     | 6                   | 10                  | 10                  |                     | 5                   | 12                  | 12                  | 12                  |                     | 7                   |
| Concurenți | Ucraina               | 65                  |                     |                     |                       | 2                   |                     | 8                   |                     |                     |                     | 3                   | 1                   | 1                   | 3                   |                     |                     | 1                   |                     |                     | 2                   |                     | 7                   | 3                   | 3                   |                     |                     | 8                   |                     | 6                   |                     |                     |                     |                     |                     |                     |                     | 10                  | 1                   |                     |                     |                     | 6                   |                     |
| Concurenți | Rep. Moldova          | 81                  |                     | 2                   |                       |                     |                     | 7                   |                     |                     |                     | 4                   |                     |                     |                     | 12                  | 7                   | 2                   |                     |                     | 7                   |                     |                     |                     |                     |                     | 8                   |                     | 3                   |                     | 2                   |                     |                     | 5                   | 8                   | 1                   |                     | 5                   | 6                   |                     | 1                   | 1                   |                     |                     |

#### 12 puncte
| Nr. | Pentru              | De la |
| --- | ------------------- | --- |
| 18  | Suedia              | Austria, Belgia, Danemarca, Estonia, Finlanda, Franța, Germania, Irlanda, Islanda, Israel, Letonia, Norvegia, Regatul Unit, Rusia, Slovacia, Spania, Țările de Jos, Ungaria |
| 4   | Albania             | Elveția, Italia, Republica Macedonia, San Marino |
| 4   | Azerbaidjan         | Lituania, Malta, Turcia, Ucraina |
| 4   | Serbia              | Bulgaria, Croația, Muntenegru, Slovenia |
| 2   | Cipru               | Grecia, Suedia |
| 2   | Grecia              | Albania, Cipru |
| 2   | Republica Macedonia | Bosnia și Herțegovina, Serbia |
| 1   | Lituania            | Georgia |
| 1   | Republica Moldova   | România |
| 1   | România             | Republica Moldova |
| 1   | Rusia               | Belarus |
| 1   | Spania              | Portugalia |
| 1   | Turcia              | Azerbaidjan |

## Artiști care au revenit
| Artist            | Țară                | Ani precedenți                     | Loc obținut |
| ----------------- | ------------------- | ---------------------------------- | ----------- |
| Jedward           | Irlanda             | 2011                               | 8           |
| Jónsi             | Islanda             | 2004                               | 19          |
| Kaliopi           | Republica Macedonia | 1996 (runda de preselecții)        | 26          |
| Željko Joksimović | Serbia              | 2004 (pentru Serbia și Muntenegru) | 2           |

## Comentatori
Majoritatea televiziunilor implicate au trimis comentatori la Baku sau vor comenta din propria lor țară, pentru a oferi informații despre participanți și pentru a oferi informații legate de votare, dacă a fost necesar.
- Australia - Julia Zemiro și Sam Pang (SBS)[48][49]
- Austria – Andi Knoll (ORF)[50]
- Armenia – Gohar Gasparyan (AMPTV)[51]
- Azerbaidjan - Könül Arifqızı[52]
- Belarus – Denis Kurian (Belarus 1)
- Belgia - André Vermeulen și Peter Van de Veire (één) și Jean-Pierre Hautier și Jean-Louis Lahaye (La Une)[53][54]
- Bosnia și Herțegovina – Dejan Kukrić (BHRT)[55]
- Cipru – Melina Karageorgiou (RIK)[56]
- Croația – Duško Ćurlić (HRT)
- Danemarca - Ole Tøpholm (DR1)[57]
- Elveția - Sven Epiney (SF zwei)[58]
- Estonia – Marko Reikop (ETV)
- Finlanda - Tarja Närhi (Yle TV2)[59] și Eva Frantz și Johan Lindroos (Yle Fem)[60]
- Franța – Audrey Chauveau și Bruno Berberes (France Ô, semifinale)[61] și Cyril Féraud și Mireille Dumas (France 3, finală)[62]
- Germania – Peter Urban (Das Erste),[63] Thomas Mohr (NDR 2)[64] și Tim Frühling (hr3)[65]
- Grecia – Maria Kozakou (NET)[66]
- Irlanda - Marty Whelan (RTÉ One)[67]
- Italia - Federica Gentile (Rai 5, prima semifinală)[68] și Gialappa's Band (Rai 2, finală)[69]
- Kazahstan – Norberg Mahambetov and Kaldîbek Jaisanbai (Arna Media)[70]
- Kîrgîzstan – Elmar Osmonov și Aibek Akmatov (OTRK)
- Letonia – Valters Frīdenbergs (semifinale și finală),[71][72] Kārlis Būmeistars (finală) (LTV)[72]
- Lituania – Darius Užkuraitis (LRT)
- Norvegia - Olav Viksmo Slettan (NRK1)[73]
- Portugalia – Pedro Granger (RTP1)[74]
- Republica Macedonia - Karolina Petkovska (MRT)
- Regatul Unit – Scott Mills și Sara Cox (BBC Three, semifinale) și Graham Norton (BBC One, finală)[75]
- România - Geanina Corondan și Leonard Miron (TVR 1)[76]
- Rusia – Olga Șelest and Dmitri Guberniev (Rusia 1)[77]
- San Marino - Lia Fiorio și Gigi Restivo (SM TV)[78]
- Serbia – Dragan Ilić (prima semifinală) și Duška Vučinić-Lučić (semifinala 2 și finala) (RTS1)[79]
- Slovacia - Roman Bomboš (Jednotka, RTVS)[80]
- Spania - José María Íñigo (TVE)[81]
- Suedia - Edward af Sillén și Gina Dirawi (SVT)[82]
- Turcia - Bülend Özveren și Erhan Konuk (TRT)[83]
- Țările de Jos – Jan Smit și Daniël Dekker (TROS)[84]
- Ucraina – Tîmur Miroșnîcenko și Tetiana Terehova (Canalul Național 1)[85]
- Ungaria – Gábor Gundel Takács (m1)[86]

## Purtători de cuvânt
Aceștia au fost purtătorii de cuvânt ai celor 42 de țări:
- Albania – Andri Xhahu
- Austria – Kati Bellowitsch
- Azerbaidjan – Səfurə Əlizadə
- Belarus – Dmitri Koldun
- Belgia – Peter Van de Veire
- Bosnia și Herțegovina – Elvir Laković Laka
- Bulgaria – Anna Anghelova
- Cipru – Loukas Hamatsos
- Croația – Nevena Rendeli
- Danemarca – Louise Wolff
- Elveția – Sara Hildebrand
- Estonia – Getter Jaani
- Finlanda – Mr Lordi
- Franța – Amaury Vassili
- Georgia – Sopo Toroșelidze
- Germania – Anke Engelke
- Grecia – Adriana Magania
- Irlanda – Gráinne Seoige
- Islanda – Matthías Matthíasson
- Israel – Ofer Nahșon
- Italia – Ivan Bacchi
- Letonia – Valters Frīdenbergs
- Lituania – Ignas Krupavičius
- Malta – Keith Demicoli
- Muntenegru – Marija Marković
- Norvegia – Nadia Hasnaoui
- Portugalia – Joana Teles
- Regatul Unit – Scott Mills
- Republica Macedonia – Kristina Taleska
- Republica Moldova – Olivia Fortuna
- România – Paula Seling
- Rusia – Oksana Fiodorova
- San Marino – Monica Fabbri
- Serbia – Maja Nikolić
- Slovacia – Mária Pietrová
- Slovenia – Lorella Flego
- Spania – Elena S. Sánchez
- Suedia – Sarah Dawn Finer
- Turcia – Ömer Önder
- Țările de Jos – Vivienne van den Assem
- Ucraina – Alexei Matius
- Ungaria – Éva Novodomsky